# Ann-Marie Karlsson
Ann-Marie Elisabeth „Mia“ Karlsson (* 21. März 1968 in Sävsjö) ist eine ehemalige schwedische Skilangläuferin.

## Werdegang
Karlsson, die für den Hudiksvalls IF startete, gewann bei den Juniorenweltmeisterschaften 1988 in Saalfelden am Steinernen Meer die Silbermedaille über 5 km. Bei den nordischen Skiweltmeisterschaften im Februar 1991 im Val di Fiemme holte sie mit dem 13. Platz über 30 km Freistil ihre ersten Weltcuppunkte. Zudem errang sie dort den 34. Platz über 10 km Freistil. In der Saison 1991/92 erreichte sie in Cogne mit dem achten Platz über 30 km Freistil ihre beste Einzelplatzierung im Weltcup und zum Saisonende mit dem 32. Platz im Gesamtweltcup ihr bestes Gesamtergebnis. Beim Saisonhöhepunkt, den Olympischen Winterspielen 1992 in Albertville, kam sie auf den 38. Platz über 30 km Freistil, auf den 35. Rang in der Verfolgung und auf den 33. Platz über 5 km klassisch. Bei den schwedischen Meisterschaften siegte sie in den Jahren 1991 und 1992 mit der Staffel von Hudiksvalls IF.
Ihre Tochter Frida ist ebenfalls als Skilangläuferin aktiv.

## Teilnahmen an Weltmeisterschaften und Olympischen Winterspielen

### Olympische Spiele
- 1992 Albertville: 33. Platz 5 km klassisch, 35. Platz 10 km Verfolgung, 38. Platz 30 km Freistil

### Nordische Skiweltmeisterschaften
- 1991 Val di Fiemme: 13. Platz 30 km Freistil, 34. Platz 10 km Freistil

## Weltcup-Gesamtplatzierungen
| Saison  | Platz | Punkte |
| ------- | ----- | ------ |
| 1990/91 | 43.   | 3      |
| 1991/92 | 32.   | 8      |